# Contea di Trego
La contea di Trego in inglese Trego County è una contea dello Stato del Kansas, negli Stati Uniti. La popolazione al censimento del 2000 era di 3 319 abitanti. Il capoluogo di contea è WaKeeney.

## Geografia antropica

### Suddivisioni amministrative

#### Città
- Collyer
- WaKeeney

#### Unincorporated communities
- Ogallah
- Voda

#### Ghost town
- Banner
- Bosna
- Cyrus
- Wilcox

#### Townships
- Collyer
- Franklin
- Glencoe
- Ogallah
- Riverside
- WaKeeney
- Wilcox